# Jurij Bobič
Jurij Bobič (tudi Vobič, Vubič, Georg Wubitsch), slovenski slikar, * pred 1622, Moste, Komenda, † sedemdeseta leta 17. stoletja, (?).
Prvič se omenja 1652 v komendski krstni knjigi ob rojstvu sina. Verjetno je avtor leta 1655 naslikanega Marijinega vnebovzetja na velikem oltarju v podružnični cerkvi v  Mostah pri Komendi (slika je v zgornjem delu preslikana, originalnejši značaj je slutiti le v skupini apostolov ob grobu). Slika je posneta  po Rubensovi kompoziciji, povzeti po bakrorezu iz 1639 in kaže na spretnega figuralika z občutjem za barvne vrednote. Njegovo grafično zbirko, ki obsega predvsem severne mojstre, je pridobil Janez Vajkard Valvasor, morda po posredovanju Jerneja Rambschissla, ki je bil verjetno njegov učenec.